# Dél-Phjongan
Dél-Phjongan (hangul: 평안남도, Phjongan-namdo, handzsa: 平安南道, RR: P'yŏngan-namdo, ’békés’) Észak-Korea tartománya. 1896-ban alakult meg a korábbi Phjongan (P'yŏngan) tartomány déli részén. 1945-ig Korea része volt, amikor Észak-Korea része lett. Székhelye Phjongszong (P'yŏngsŏng).

## Közigazgatási beosztása
A tartomány 5 városból (si), 1 kerületből (csigu (jigu)), 15 megyéből (kun) áll össze.
Városai:
- Phjongszong (P'yŏngsŏng) (평성시) székhely, 1969-ben kapott városi rangot.
- Kecshon (Kaech'ŏn) (개천시)
- Tokcshon (Tŏkch'ŏn) (덕천시)
- Szuncshon (Sunch'ŏn) (순천시)
- Andzsu (Anju) (안주시)

Kerületei:
- Ungok (운곡지구)

Megyéi:
- Njongvon (Nyŏngwŏn) (녕원군)
- Tedong (Taedong) (대동군)
- Tehung (Taehŭng) (대흥군)
- Mundok (Mundŏk) (문덕군)
- Mengszan (Maengsan) (맹산군)
- Pukcshang (Pukch'ang) (북창군)
- Szongcshon (Sŏngch'ŏn) (성천군)
- Szukcshon (Sukch'ŏn) (숙천군)
- Sinjang (Sinyang) (신양군)
- Unszan (Ŭnsan) (은산군)
- Csungszan (Chŭngsan) (증산군)
- Cshongnam (Ch'ŏngnam) (청남군)
- Phjongvon (P'yŏngwŏn) (평원군)
- Höcshang (Hoech'ang) (회창군)
- Jangdok (Yangdŏk) (양덕군)